# Pararuellia flagelliformis
Pararuellia flagelliformis är en akantusväxtart som först beskrevs av William Roxburgh, och fick sitt nu gällande namn av Cornelis Eliza Bertus Bremekamp och Nannenga-bremek.. Pararuellia flagelliformis ingår i släktet Pararuellia och familjen akantusväxter. Inga underarter finns listade i Catalogue of Life.